# Шыбран
Шыбран (кирг. Шыбран) — село в Кадамжайском районе Баткенской области Кыргызстана. Входит в состав айылного аймака Молдо Нияз.

## География
Село расположено в восточной части области, на расстоянии приблизительно 23 километров (по прямой) к западу от города Кадамжай, административного центра района. Абсолютная высота — 780 метров над уровнем моря.

## Население
Согласно оценочным данным Национального статистического комитета Кыргызской Республики, численность населения села на начало 2023 года составляла 583 человека.
| год     | 2009 | 2014 | 2015 | 2020 | 2021 | 2023 |
| ------- | ---- | ---- | ---- | ---- | ---- | ---- |
| человек | 445  | 507  | 534  | 532  | 552  | 583  |